# Tillandsia kegeliana
Tillandsia kegeliana är en gräsväxtart som beskrevs av Carl Christian Mez. Tillandsia kegeliana ingår i släktet Tillandsia och familjen Bromeliaceae. Inga underarter finns listade i Catalogue of Life.